# Ogród zoologiczny w Starym Oskole
Ogród zoologiczny w Starym Oskole (ros. Старооскольский зоопарк)  – ogród zoologiczny założony w 2008 roku w mieście Stary Oskoł w Rosji. 